# Hradská soustava
Hradská soustava nebo také hradská organizace byla soustava raně středověkých hradišť, kterou začal budovat již Boleslav I. před polovinou 10. století a která měla organizačně a správně zajišťovat přemyslovské panství nejdřív v Čechách a od první poloviny 11. století i na Moravě. Hradská soustava byla postupně v rámci starého sídelního území dotvořena do období vlády Břetislava I. a fungovala až do první poloviny 13. století.
Podobný správní systém vznikl i v raně středověkém Polsku (kastelánská soustava) a Uhrách (komitátní soustava).

## Vznik
Po uchopení moci začal Boleslav I. systematicky likvidovat místní vládce v celých Čechách. Archeologicky byla prozkoumána některá hradiště z této doby, která byla dobyta a zničena (nejlépe asi zdokumentováno na Staré Kouřimi). Na místě těchto hradišť či v jejich blízkosti začal panovník zakládat vlastní přemyslovská hradiště, kam dosazoval sobě loajální správce – comes (od 12. století zvaný prefekt nebo kastelán, ještě později purkrabí). Zůstává otázkou, zda tato hradiště už původně vznikala jako správní, hospodářská, církevní, fiskální centra či zda jejich původní funkce byla pouze vojenská. Každopádně se v polyfunkčně využívaná centra brzy vyvinula a stala se základem přímého ovládání dobytých oblastí, které byly rozděleny do hradských obvodů (provinciae, civitates).

## Funkce
Ve svém obvodu měl kastelán za povinnost zastupovat knížecí moc, byl zodpovědný za pravidelný výběr tributu (tributum pacis), vymáhal na lidech zde usazených různé služby pro knížete (např. starost o opravu opevnění, údržbu cest apod.), dbal na dodržování zemského míru. Dále byl comes soudcem. V pozdějších staletích se jeho povinností částečně ujal vilik (především výběr dávek a vynášení soudu nad nesvobodnými osobami).
Dále na jednotlivých hradištích probíhaly trhy, stál zde kostel a působil zde arcipryšt. V podhradí sídlila na svých dvorcích lokální nobilita a knížecí beneficiáři (držitelé beneficií, tedy úřadů spojených s důchodem).
V okolí tohoto správního centra snad postupně soustava tzv. služebných vsí (viz také služebnou organizaci, v novějším bádání její existence zpochybněna), kde žili řemeslníci, jejichž povinností bylo svým zbožím zásobovat hradiště. Své přebytky pak prodávali na místním trhu.
V Čechách i na Moravě samozřejmě vedle těchto správních center vzniklo množství menších hradišť a později hradů především blízko hranic nebo u zemských bran.

## Zánik
Hradská soustava zanikla postupně během první poloviny 13. století, kdy přemyslovský stát prošel velkou řadou změn. K jejímu zániku přispěla především snaha kastelánů a šlechty navázané na tato správní centra dědičně získat soukromé pozemkové vlastnictví. Tyto zvětšující se ostrovy šlechtického majetku (a zároveň i majetku, který získala církev) narušovaly uzavřenou ekonomiku hradských okrsků.
Určitá skupina přemyslovských hradů a kolem nich vytvořených aglomerací (především se jednalo o hrady situované v zemědělsky výhodných a hojně zalidněných oblastech) si i ve vrcholném středověku uchovala centrální postavení a přerodila se ve vrcholně středověká města (viz Seznam vrcholně středověkých měst vzniklých v blízkosti přemyslovských správních sídel)

## Centra hradské soustavy v Čechách
V letech 950–1150 patřilo k základním správním centrům 22 hradišť. Jejich síť byla postupně doplňována méně významnými sídly, která mohla plnit jen část úloh správy země. Hlavními středisky hradské soustavy byly:
- Bechyně,
- Bílina,
- Čáslav,
- Chrudim,
- Chýnov,
- Doudleby,
- Děčín,
- Hradec Králové,
- Kouřim,
- Libice nad Cidlinou,
- Litoměřice,
- Mladá Boleslav,
- Mělník,
- Netolice,
- Plzeň,
- Pňov-Předhradí (Oldříš),
- Počaply,
- Pražský hrad,
- Prácheň,
- Sedlec,
- Vyšehrad,
- Žatec.[1]

## Centra hradské soustavy na Moravě
- Bítov
- Brno
- Břeclav
- Olomouc
- Přerov
- Spytihněv
- Znojmo

## Centra hradské soustavy ve Slezsku
- Ratiboř (Slezské vojvodství)
- Hradec nad Moravicí[zdroj?]